# Jack Wetney
Jack Wetney (ur. 4 marca 1990) – piłkarz z Wysp Salomona grający na pozycji pomocnika.

## Kariera klubowa
Obecnie Wetney jest zawodnikiem klubu Amicale FC z Vanuatu, w którym występuje od 2010 (z krótką przerwą na grę w Western United z Wysp Salomona). Z Amicale dwukrotnie zdobył mistrzostwo Vanuatu w 2011 i 2012 oraz dotarł do finału Ligi Mistrzów OFC w 2011.

## Kariera reprezentacyjna
W reprezentacji Wysp Salomona Wetney zadebiutował 2 czerwca 2012 w wygranym 1-0 meczu z Papuą-Nową Gwineą w Pucharze Narodów Oceanii 2012, który był jednocześnie częścią eliminacji Mistrzostw Świata 2014.